# Instabilité gravitationnelle
Pour les articles homonymes, voir Instabilité.
En astrophysique, une instabilité gravitationnelle ou encore instabilité de Jeans, nommée ainsi en hommage à son découvreur, le physicien britannique James Jeans en 1902, décrit le phénomène d'effondrement gravitationnel qui peut avoir lieu par exemple au sein d'un nuage de matière gazeux à partir d'un état faiblement inhomogène. L'instabilité de Jeans se produit quand l'attraction gravitationnelle causée par une surdensité d'un milieu devient supérieure aux forces de pression qui ont tendance à détendre une surdensité. Des considérations simples indiquent que dans un milieu peu dense, l'instabilité gravitationnelle ne peut se produire que sur des grandes échelles, et est absente à petite échelle. En pratique, elle ne se produit que sur des échelles de distances que l'on trouve en astronomie.
L'instabilité de Jeans est en réalité le mécanisme principal à l'origine de la formation (ou des premières étapes de la formation) d'à peu près tous les objets astrophysiques connus, des étoiles aux amas de galaxies en passant par les galaxies.

## Introduction
Ainsi que l'a montré Jeans, sous certaines conditions, un nuage de gaz ou une partie de celui-ci peut devenir instable et s'effondrer spontanément lorsqu'il ne possède pas une pression interne suffisante pour compenser les effets de la gravité en son sein. De façon remarquable, le gaz est néanmoins stable si sa masse totale, à température et volume fixés, est suffisamment faible. Mais si la masse critique, appelée masse de Jeans, est dépassée, alors il s'effondrera jusqu'à ce qu'un autre processus physique intervienne éventuellement pour stopper la contraction du gaz.
Jeans a calculé une formule donnant la masse critique du gaz en fonction de sa densité et de sa température. Plus le nuage est froid et dense, plus il devient instable et susceptible de s'effondrer.

## Masse de Jeans
On peut estimer la masse de Jeans par un argument physique simple. En supposant une distribution sphérique et homogène de rayon {\displaystyle R}, de masse {\displaystyle M} et dans laquelle la vitesse du son est {\displaystyle c_{s}} alors si on effectue une légère compression du gaz il faut un temps
{\displaystyle t_{son}=R/c_{s}}
pour que les ondes sonores traversent le milieu et exercent une réaction en réajustant la pression interne du gaz. Dans le même temps, la gravité aura pour effet de compresser le système encore plus et le temps caractéristique de cet effet est
{\displaystyle t_{ff}=1/(G\rho )^{1/2}}
où {\displaystyle G} est la constante de Newton et {\displaystyle \rho } la masse volumique du gaz.
Si le temps de propagation du son est plus court que le temps de chute libre {\displaystyle t_{ff}} des particules alors l'effet de pression a le temps de stopper la contraction et le système peut retrouver un équilibre. Mais si le temps de chute libre {\displaystyle t_{ff}} est plus court que le temps {\displaystyle t_{son}=R/c_{s}} alors c'est la gravité qui l'emporte et le gaz subit un effondrement gravitationnel. La condition d'effondrement peut donc se résumer sous la forme
{\displaystyle t_{ff}<t_{son}}
Quelques calculs montrent alors que la masse de Jeans {\displaystyle M_{J}} associée à cette condition vaut
{\displaystyle M_{J}=c_{s}^{3}/(G^{3/2}\rho ^{1/2})}

## Longueur de Jeans
On peut aussi écrire la condition de stabilité en termes d'une longueur critique, appelée longueur de Jeans plutôt qu'en termes de masse. Si le système possède un rayon inférieur à la longueur de Jeans alors il est gravitationnellement stable, tandis que si le système est plus grand il subit un effondrement gravitationnel.
On peut montrer que le rayon de Jeans {\displaystyle R_{J}} s'écrit
{\displaystyle R_{J}=c_{s}/(G\rho )^{1/2}}

## L'erreur de Jeans
Il a été indiqué par d'autres astrophysiciens que l'analyse originelle de Jeans contenait l'erreur suivante : dans ses calculs, Jeans supposait que la région s'effondrant baignait dans un milieu statique et infini. En raison précisément de l'instabilité gravitationnelle, tout milieu initialement statique et infini devrait finir par s'effondrer également. En conséquence, la vitesse d'expansion de la région instable relativement à la densité du milieu environnant s'effondrant également est plus lente que prédit par l'analyse originelle de Jeans. En 2003, Michael Kiessling montre que cette erreur peut être corrigée si l'on se place dans le bon cadre mathématique. 

## Importance en astrophysique et en cosmologie
L'instabilité de Jeans est d'une importance capitale dans les processus de formation des étoiles au sein des nuages moléculaires géants. Elle est également d'importance pour la formation initiale des grandes structures dans l'univers primordial.
L'instabilité de Jeans a lieu lorsque la pression interne n'est plus suffisamment élevée pour empêcher l'effondrement gravitationnel d'une zone remplie de matière.
{\displaystyle {\frac {dp}{dr}}=-{\frac {G\varrho M_{(<r)}}{r^{2}}}}
{\displaystyle M_{(<r)}} désigne la masse contenue, p la pression, G la constante gravitationnelle et r le rayon de la zone.
L'instabilité de Jeans se produit lorsque la matière contenue dépasse la masse de Jeans ou quand la région s'étend au-delà de la longueur de Jeans. Si l'instabilité gravitationnelle est gouvernée par des ondes de type {\displaystyle \Delta =\Delta _{0}e^{\Gamma t+i\mathbf {k\cdot r} }}, une valeur de gamma
{\displaystyle \Gamma =\left[4\pi G\varrho _{0}\left(1-{\frac {\lambda _{J}^{2}}{\lambda ^{2}}}\right)\right]^{1/2}}
représente une instabilité à croissance exponentielle. {\displaystyle \lambda _{J}} est la longueur de Jeans et {\displaystyle \varrho _{0}} est la masse volumique.
La durée de l'effondrement est donnée par :
{\displaystyle \tau =\Gamma ^{-1}=(4\pi G\varrho _{0})^{-1/2}}.